# Зобор (вершина)
Зобор (словац. Zobor) — гора на территории города Нитра южной геоморфологической части горной цепи Трибеч, Словакия.

## Описание
Гора относится к зоборской группе горной цепи Трибеч. Достигает высоты 586,9 метра. Пик образует заповедник Зоборска лесостепь. Склоны покрывают в виноградники. До 1994 года от города сюда вел подъёмник. В настоящее время по соображениям безопасности закрыт для посещения.
Здесь находится ряд археологических памятников. На вершине холма руины древнего городища, приблизительно IX века, вероятно, используемого славянами как фортификационное сооружение. К юго-западу от вершины в начале XI века был построен монастырь бенедиктинцев. Впервые монастырь упоминается в Зоборской грамоте 1111 года, которая является старейшей школой в Словакии. Монастырь появился, вероятно, в IX веке. Позже на его месте был создан монастырь камальдулов. На юго-восточной оконечности Зобора было славянское поселение, датируемое концом VIII века. Поселение и монастырь стали основой развития Нитры во времена Великой Моравии.

## Маршруты
- по красной метке от Нитры (подъем 167 м)
- по красной метке от деревни Жираны (подъем 251 м)
- по зеленой метке от Нитры — из района Дражевце